# The Black Dahlia
The Black Dahlia (bra: Dália Negra; prt: A Dália Negra)é um filme teuto-americano de 2006 dirigido por Brian De Palma que conta a história do famoso assassinato de uma mulher chamada Elizabeth Short em Los Angeles, também conhecida na época sobre o apelido de Dália Negra. O filme é uma adaptação do romance do escritor James Ellroy lançado em 1987.

## Enredo
Elizabeth Short (Mia Kirshner) era uma jovem bonita, que estava determinada em ser famosa e era conhecida como a "Dália Negra". Após seu corpo ser encontrado, torturado e retalhado, em um terreno baldio de Los Angeles, tem início uma busca pelo assassino. Os detetives e ex-boxeadores Lee Blanchard (Aaron Eckhart) e Bucky Bleichert (Josh Hartnett) são encarregados da investigação do caso, mas a obsessão que os dois desenvolvem por ela acaba por arruinar suas vidas.

## Elenco
- Josh Hartnett .... Dwight "Bucky" Bleichert
- Scarlett Johansson .... Kay Lake
- Aaron Eckhart .... Sargento Leland "Lee" Blanchard
- Hilary Swank .... Madeleine Linscott
- Mia Kirshner .... Elizabeth Short
- Rose McGowan .... Sheryl Saddon
- Mike Starr .... Russ Millard
- Fiona Shaw .... Ramona Linscott
- Patrick Fischler .... Ellis Loew
- James Otis .... Dolph Bleichert
- John Kavanagh .... Emmet Linscott
- Troy Evans .... Chefe T. Green
- Anthony Russell .... Morrie Friedman
- Pepe Serna .... Dos Santos
- Angus MacInnes .... Capitão John Tierney
- Rachel Miner .... Martha Linscott
- Victor McGuire .... Bill Koenig
- Gregg Henry .... Pete Lukins
- Richard Brake .... Bobby DeWitt
- William Finley .... George Tilden
- k.d. Lang .... Cantora na boate

## Prêmios
- Recebeu uma indicação ao Oscar de melhor fotografia.